# Avremesnil
Avremesnil és un municipi francès situat al departament del Sena Marítim i a la regió de Normandia. L'any 2007 tenia 911 habitants.

## Demografia

### Població
El 2007 la població de fet d'Avremesnil era de 911 persones. Hi havia 340 famílies de les quals 64 eren unipersonals (32 homes vivint sols i 32 dones vivint soles), 108 parelles sense fills, 140 parelles amb fills i 28 famílies monoparentals amb fills.
La població ha evolucionat segons el següent gràfic:
Habitants censats

### Habitatges
El 2007 hi havia 388 habitatges, 342 eren l'habitatge principal de la família, 28 eren segones residències i 18 estaven desocupats. 375 eren cases i 10 eren apartaments. Dels 342 habitatges principals, 289 estaven ocupats pels seus propietaris, 50 estaven llogats i ocupats pels llogaters i 3 estaven cedits a títol gratuït; 1 tenia una cambra, 7 en tenien dues, 56 en tenien tres, 112 en tenien quatre i 165 en tenien cinc o més. 244 habitatges disposaven pel capbaix d'una plaça de pàrquing. A 141 habitatges hi havia un automòbil i a 157 n'hi havia dos o més.

### Piràmide de població
La piràmide de població per edats i sexe el 2009 era:
| Homes | Edats   | Dones |
| ----- | ------- | ----- |
| 0     | 95 o +  | 0     |
| 0     | 90 a 94 | 4     |
| 0     | 85 a 89 | 4     |
| 8     | 80 a 84 | 4     |
| 16    | 75 a 79 | 16    |
| 16    | 70 a 74 | 20    |
| 8     | 65 a 69 | 28    |
| 24    | 60 a 64 | 16    |
| 8     | 55 a 59 | 12    |
| 40    | 50 a 54 | 48    |
| 40    | 45 a 49 | 40    |
| 40    | 40 a 44 | 44    |
| 24    | 35 a 39 | 36    |
| 48    | 30 a 34 | 32    |
| 20    | 25 a 29 | 16    |
| 52    | 20 a 24 | 24    |
| 8     | 15 a 19 | 40    |
| 40    | 10 a 14 | 32    |
| 24    | 5 a 9   | 16    |
| 32    | 0 a 4   | 16    |

## Economia
El 2007 la població en edat de treballar era de 602 persones, 450 eren actives i 152 eren inactives. De les 450 persones actives 414 estaven ocupades (228 homes i 186 dones) i 35 estaven aturades (14 homes i 21 dones). De les 152 persones inactives 48 estaven jubilades, 57 estaven estudiant i 47 estaven classificades com a «altres inactius».

### Ingressos
El 2009 a Avremesnil hi havia 357 unitats fiscals que integraven 942 persones, la mediana anual d'ingressos fiscals per persona era de 18.413 €.

### Activitats econòmiques
Dels 22 establiments que hi havia el 2007, 1 era d'una empresa alimentària, 2 d'empreses de fabricació d'altres productes industrials, 9 d'empreses de construcció, 4 d'empreses de comerç i reparació d'automòbils, 1 d'una empresa de transport, 1 d'una empresa d'informació i comunicació, 2 d'empreses financeres, 1 d'una empresa de serveis i 1 d'una entitat de l'administració pública.
Dels 8 establiments de servei als particulars que hi havia el 2009, 2 eren paletes, 1 guixaire pintor, 3 fusteries i 2 lampisteries.
Dels 3 establiments comercials que hi havia el 2009, 1 era una botiga de més de 120 m², 1 una botiga de menys de 120 m² i 1 una fleca.
L'any 2000 a Avremesnil hi havia 19 explotacions agrícoles que ocupaven un total de 756 hectàrees.

## Equipaments sanitaris i escolars
El 2009 hi havia una escola elemental.

## Poblacions més properes
El següent diagrama mostra les poblacions més properes.